# ブロック・ウィルケン
ブロック・ケイレブ・ウィルケン（Brock Caleb Wilken, 2002年6月17日 - ）は、アメリカ合衆国ニューメキシコ州アルバカーキ出身のプロ野球選手（三塁手）。右投右打。MLBのミルウォーキー・ブルワーズ傘下所属。

## 経歴
2023年のMLBドラフト1巡目（全体18位）でミルウォーキー・ブルワーズから指名されプロ入り。契約金は315万ドル。